# Эймс, Альберт Алонсо
Альберт Алонсо «Док» Эймс (англ. Albert Alonzo "Doc" Ames, A. A. Ames; 18 января 1842, Гарден Прейри, округ Бун, Иллинойс, США — 16 ноября 1911, Миннеаполис, Миннесота, США) — американский врач и политик, который четыре раза избирался мэром Миннеаполиса, крупнейшего города штата Миннесота. Его четвёртый срок был отмечен многочисленными судебными преследованиями за коррупцию, вымогательство и рэкет в результате скандала, который получил огласку по всей стране благодаря журналисту Линкольну Стеффенсу, опубликовавшему в 1903 году в журнале McClure’s Magazine статью под названием The Shame of Minneapolis (в переводе с англ. — «Позор Миннеаполиса»). Эймс был признан виновным в коррупции, но после успешной апелляции и многочисленных судебных разбирательств он добился снятия обвинений, что не спасло его политическую карьеру. Биограф Эрик Ривенс назвал падение мэра Эймса «одним из величайших политических скандалов в истории Миннесоты».

## Ранняя жизнь и военная служба
Альберт Алонсо Эймс родился зимой 1842 года в Гарден Прейри (Иллинойс) в семье врача и политика Альфреда Элиши Эймса и Марты А. Эймс. В 1852 году семья Эймс поселилась недалеко от форта Снеллинг на Территории Миннесоты. На тот момент эти места были ещё почти неосвоены, Эймсы были лишь седьмыми. Альберт посещал местные школы, которые частично находились в ведении федерального правительства. Во время учебы в старшей школе в 1857 году Эймс устроился на работу учеником печатника и разносчиком газет в Northwestern Democrat, одной из первых газет в Миннеаполисе. После окончания школы в 1858 году Эймс занялся медициной. Хотя большую часть своих знаний и опыта он получил, наблюдая и работая со своим отцом, Альберт посещал отдельные занятия в Медицинском колледже Раша в Чикаго и 5 февраля 1862 года получил степень доктора медицины.
После получения учёной степени Эймс вернулся в Миннеаполис, намереваясь начать карьеру врача. В августе 1862 года после начала Дакотской войны, восстания индейцев сиу, Эймс записался в 9-й Миннесотский добровольческий пехотный полк в качестве рядового. Две недели спустя Эймс был переведен в 7-й Миннесотский добровольческий пехотный полк и дослужился до ассистента хирурга. 26 декабря 1862 года он присутствовал при казни через повешение 38 дакотских воинов в Манкато, которое ознаменовало подавление индейского восстания.
Затем Эймс участвовал в нескольких сражениях на западном театре Гражданской войны. В июле 1864 года Эймс заменил Люциуса Б. Смита на посту хирурга 7-го полка после того, как последний был убит во время сражения при Тьюпело (Миссисипи). Со службы уволился в августе 1865 года в звании майора-хирурга.

## Медицинская карьера
После войны Эймс ненадолго вернулся в Миннесоту, занявшись медициной вместе со своим отцом. Его популярность среди ветеранов Гражданской войны была такова, что в 1866 году он был избран в Палату представителей Миннесоты по «солдатскому билету». В 1868 году он переехал в Калифорнию, где стал управляющим редактором газеты Alta California. Эймс оставался в Калифорнии до 1874 года, вернувшись домой из-за смерти отца.
Эймс взял на себя медицинскую практику своего отца в Миннеаполисе и заработал репутацию доброго и отзывчивого человека. Он был хорошо известен тем, что лечил бедных бесплатно и отвечал на звонки в любое время дня. Также он служил пожарным.
В 1886 году, когда самый смертоносный торнадо в истории Миннесоты обрушился на Сент-Клауд и Сок-Рапидс, «Док» Эймс прибыл на место происшествия, чтобы оказать помощь раненым. Это привлекло к нему внимание всей страны.

## Политическая карьера
Вернувшись в Миннеаполис, Эймс занялся политикой, примкнув к Демократической партии. В 1875-1876 годах он был членом городского совета Миннеаполиса, в 1876 году был избран мэром, а в 1878 году был назначен санитарным врачом города. Он ещё трижды избирался мэром, в 1882, 1886 и 1901 годах. Его первый срок был описан как «незначительный успех», но уже второй и третий сроки вызвали обвинения в коррупции.
В своих попытках занять более высокий пост Эймс не был так успешен. В то время в Миннесоте в значительной степени доминировала Республиканская партия, и поэтому Эймс столкнулся с серьёзными проблемами на выборах. В 1877 году он безуспешно баллотировался на пост вице-губернатора. В 1886 году Эймс на губернаторских выборах проиграл Эндрю Райану Макгиллу. Небольшой перевес последнего вызвал споры о том, кто был фактическим победителем, и итоги выборов оспаривались, пока Эймс не решил, что усилия не стоят времени. Он также безуспешно баллотировался в Палату представителей Соединённых Штатов и одно время рассматривался как кандидат на пост вице-президента.
Эймс сыграл важную роль в создании дома ветеранов в Миннеаполисе. Первоначально он продвигал эту идею на съезде демократов штата в 1886 году. Несмотря на поражение на выборах, республиканская администрация приняла его предложения и санкционировала строительство Дома ветеранов Миннесоты. Позже Эймс работал там хирургом.
Потерпев поражение на выборах в правление парка в 1888 году, Эймс отправился в долгое путешествие по Европе. Вернувшись домой, он дал антиирландское и антикатолическое интервью, которое возмутило многочисленное ирландско-американское население Миннесоты. Когда Эймса спросили о его «взглядах на Ирландию», он ответил: «Ну, они изменились. Когда я уехал, я был предубеждён в пользу самоуправления, но теперь я не думаю, что народ Ирландии способен управлять собой. … У меня было много возможностей изучить ирландский вопрос, и я убеждён в одном, что Ирландия захвачена священниками … Они склоняются перед суевериями и невежеством, и это можно найти везде, где есть священники. Жреческая власть Ирландии не хочет, чтобы люди были образованными».
После того, как комментарии Эймса вызвали шквал возмущённых обвинений со стороны американцев ирландского происхождения, которые ранее поддерживали его, он заявил, что получил пять писем с угрозами убийства. Письма, как утверждал Эймс, пришли от Роджера Вейла, редактора газеты Irish Standard из Миннеаполиса, и от имени ирландской республиканской организации Clan na Gael. Вейл ответил перепечаткой в Irish Standard редакционных статей критиков Эймса, которые утверждали, что письма почти наверняка были изготовлены «Эймсом и компанией».
В 1898 году Эймс вновь баллотировался в мэры, но уже как независимый кандидат, потерпев поражение. После этого он разработал новую стратегию. На первичных выборах мэра 1900 года Эймс воспользовался недавно принятым правилом, которое сделало предварительные выборы в городе открытыми, позволив избирателям голосовать за кандидатов от любой партии. Он вёл кампанию не только за голоса избирателей-демократов, но и активно привлекал на свою сторону республиканцев (зная, что конкуренция с их стороны была ограниченной) и смог пусть и с небольшим перевесом выиграть номинацию. В том же году он выиграл всеобщие выборы мэра. Из-за его закулисной избирательной стратегии и обвинений в коррупции в предыдущих администрациях Эймс был описан как «проклятый в политическом, социальном и профессиональном плане», когда он вступил в должность в 1901 году.

## Позор Миннеаполиса
Вступив в должность, Эймс укрепил свою власть над городским полицейским управлением (единственной областью городского самоуправления, над которой мэр имел полный контроль). Он уволил почти половину офицеров городской полиции и заменил их своими политическими союзниками, приспешниками и преступниками, купившими должности. Начальником полиции Эймс назначил своего брата полковника Фредерика У. Эймса, который, несмотря на то, что был «слабым и нерешительным человеком», во время филиппино-американской войны (1899—1902) командовал полком солдат Миннесоты. Главным детективом города стал игрок Норман В. Кинг, влиятельная фигура местного преступного мира. Ирвин А. Гарднер, студент-медик и доверенное лицо Эймса, который работал бэгменом у мэра, был назначен специальным полицейским, а также руководил городской полицией нравов.
Мэр Эймс и подконтрольная ему городская полиция действовали как синдикат организованной преступности, вымогая у нелегальных предприятий города деньги за защиту и различные «штрафы». Собранные деньги передавались Эймсу, а его сообщникам выплачивались лишь небольшие гонорары. Миннеаполис рекламировался как «открытый город» для преступников по всей стране, и преступники были освобождены из городской тюрьмы. Расцвели незаконные предприятия, такие как опиумные заведения, игорные и публичные дома, многие из которых находились в районе Ворот. Было высказано предположение, что женщины открывали кондитерские, чтобы вести законный бизнес с детьми и рабочими на улице, но оказывали услуги проституток сзади.
После года пребывания у власти организация Эймса начала выходить из-под его контроля. Эймс сильно пил, чем пользовались его подчинённые, отказывая Эймсу в деньгах или разрабатывая собственные схемы вымогательства без его одобрения. Попытки шерифа округа Хеннепин пресечь широкомасштабную преступную деятельность в Миннеаполисе были пресечены, но даже обычные граждане знали о том, что власти города коррумпированы.

## Суд
В апреле 1902 года большое жюри под руководством местного бизнесмена Хови Кларка начало расследование в отношении городских властей Миннеаполиса и его должностных лиц. Кларк, известный и уважаемый в городе общественный деятель, единолично взялся за дело, уволив окружного прокурора, когда тот не захотел выступить против Эймса. Для проведения расследования Кларк нанял частных детективов, как местных, так и приезжих. Получив достаточно улик, чтобы предъявить обвинение двум приспешникам Эймса, их убедили пойти на сотрудничество и предоставить информацию о других сообщниках Эймса. К июню 1902 года обвинения были предъявлены Фреду Эймсу, Гарднеру и другим. Не дожидаясь суда, Эймс сбежал из города, объявив, что его наняли управлять отелем в Уэст-Баден-Спрингс (штат Индиана). Даже уехав в другой штат, он пытался сохранить власть, но в конце концов объявил о своей отставке с поста мэра с 6 сентября 1902 года.
Пока его бывших союзников судили, Эймс оставался в бегах. В феврале 1903 года он был арестован в Ханкоке (штат Нью-Гэмпшир). Несмотря на «решительную борьбу со стороны беглеца», Эймс был экстрадирован в Миннесоту и предстал перед судом за получение взятки в шестьсот долларов от проститутки. На основании показаний его сообщников, в том числе Ирвина Гарднера, Эймс был признан виновным и приговорен к шести годам заключения в тюрьме штата Миннесота в Стиллуотере. Позже приговор был отменён Верховным судом Миннесоты по техническим причинам, все судебные иски против Эймса были прекращены и его никогда не судили повторно за преступления, которые он совершил во время своего сокращённого срока полномочий мэра в 1901—1902 годах.

## Остаток жизни
Завершив суды Эймс вернулся в Миннеаполис, чтобы заниматься медициной. Он умер внезапно ночью 16 ноября 1911 года. В некрологе в Minneapolis Morning Tribune Эймс описывается как масон шотландского устава 33 градуса и рыцарь-тамплиер. Он также был членом братского Ордена рыцарей Пифиаса. Тело Эймса было кремировано и прах захоронен на кладбище Лейквуд в Миннеаполисе. Он оставил своей вдове сумму в размере 1410,94 доллара и сумму в размере 1 доллара каждому из своих выживших детей.

## Личная жизнь
В апреле 1862 года Эймс женился на Саре Страут, дочери капитана Ричарда Страута, которая помогала формировать 9-й и 10-й пехотные полки Миннесоты. Эмери Вашингтон, друг семьи, позже вспоминал: «Семья Ричарда Страута состояла из его жены и одной дочери, последняя была красивой девушкой. В доме, когда они вернулись из церкви, и я заметил капитану Страуту, что никогда не видел более прекрасной пары… Через несколько недель после свадьбы доктор Эймс отправился воевать со своей компанией». В 1892 году Сара Страут умерла и через два года Эймс женился на Гарриет Симондс Пейтс, с которой и прожил до самой своей смерти.

## Наследие
Преступления, совершенные доктором Эймсом во время его последнего срока на посту мэра и спустя более века после его смерти остаются хорошо известной главой в истории организованной преступности. В своих мемуарах Augie’s Secrets журналист Нил Карлен признает, что власть, которой временно обладали в Миннеаполисе деятели еврейско-американской организованной преступности, такие как Кид Канн и Дэвид Берман во времена «сухого закона», сильно подстегнула местный антисемитизм, сделав Миннеаполис печально известным на всю страну. Однако Карлен далее утверждает, что размах коррупции и преступности во время последнего срока мэра Эймса демонстрируют, что Миннеаполис был ещё более коррумпированным, когда им управляли отомки скандинавских мигрантов и белые англосаксонские протестанты.